# Chiesa di San Salvatore in Chora

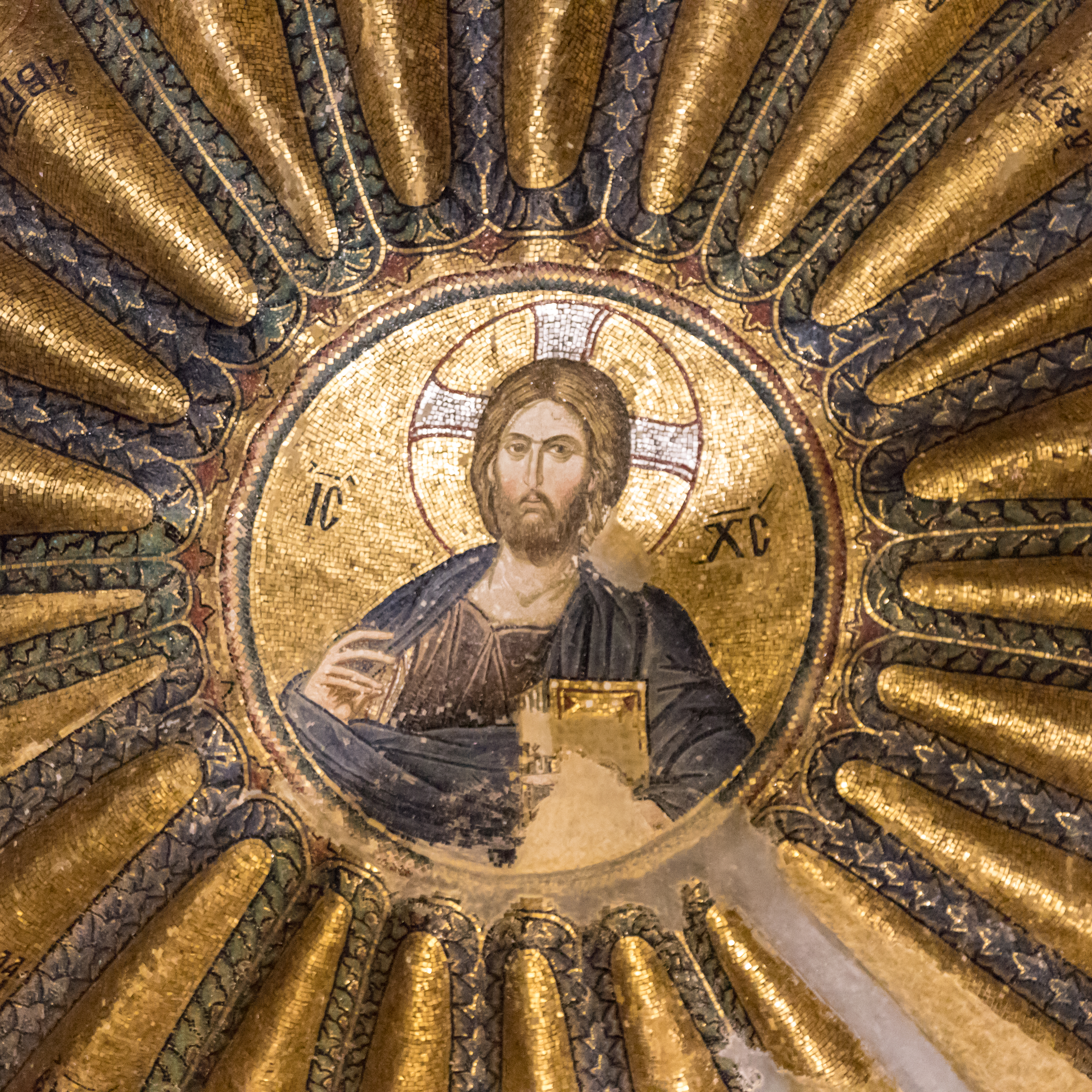

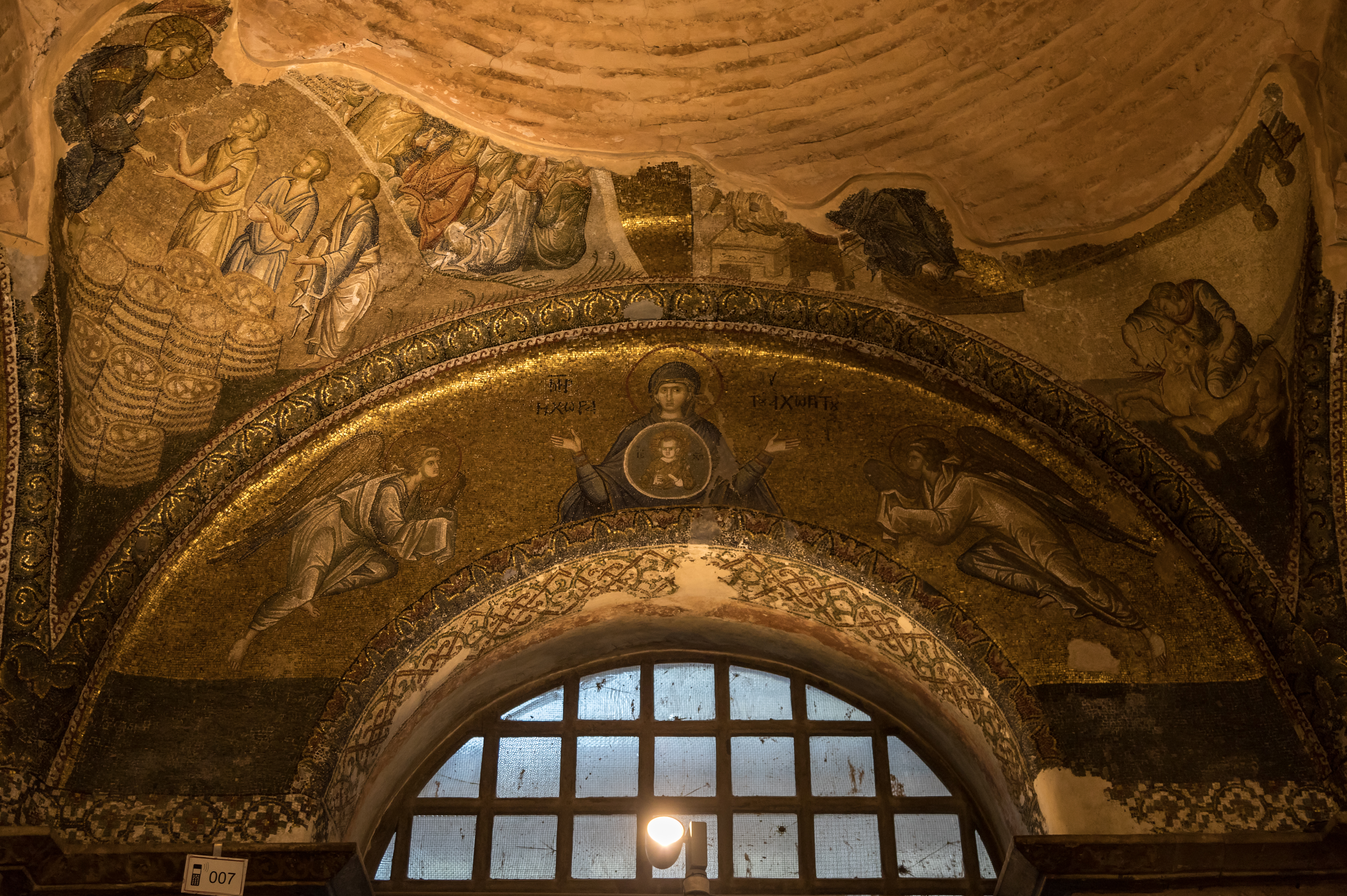

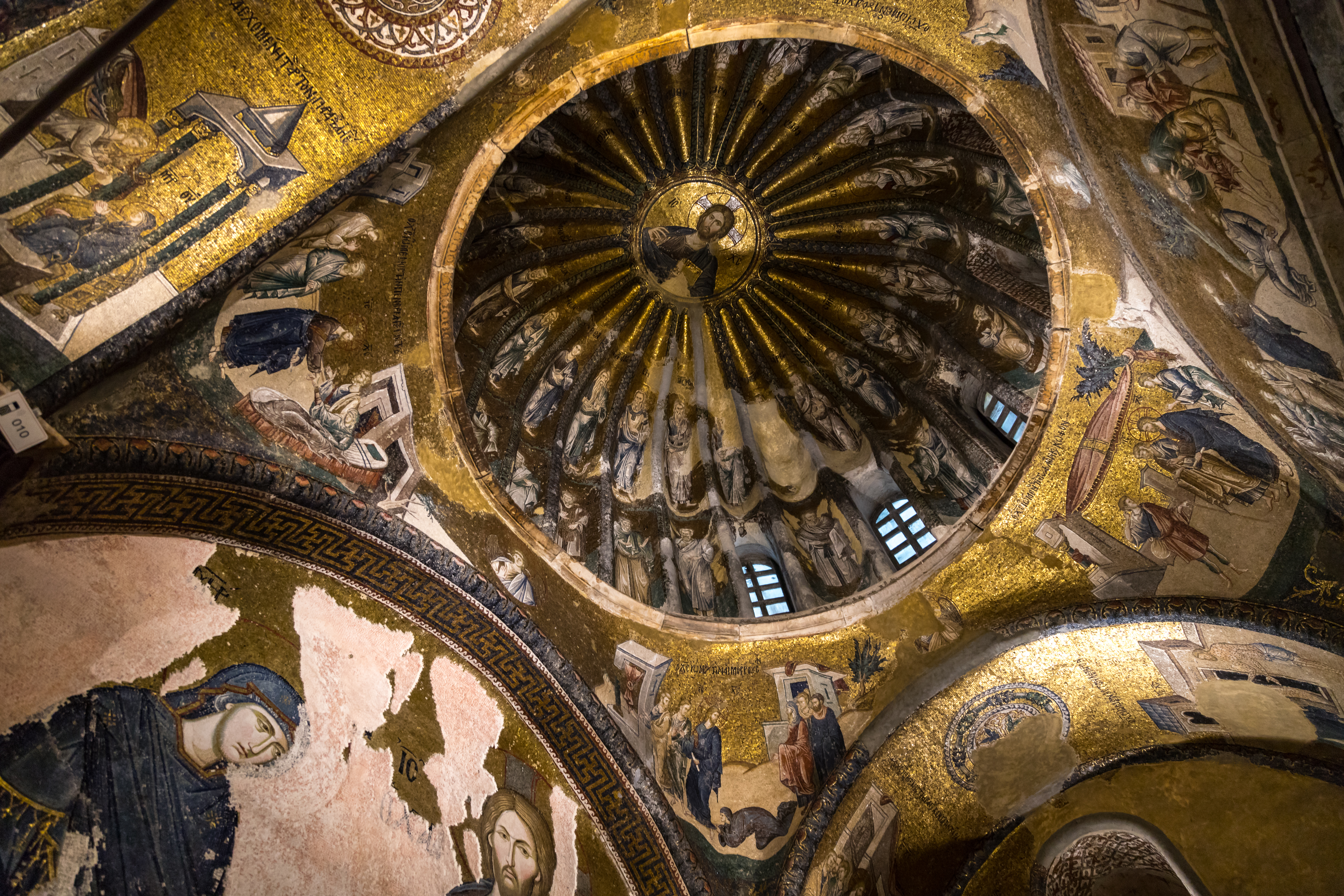

La chiesa di San Salvatore in Chora (un tempo in turco Kariye Müzesi; Museo di Chora e oggi Kariye Camii; Moschea di Chora)  è considerata uno dei più importanti esempi di architettura bizantina sacra ancora esistenti. L'edificio, nato come chiesa ortodossa, è situato nel distretto occidentale di Istanbul, detto Edirnekapı. Nel XVI secolo la chiesa fu trasformata in moschea dai Turchi Ottomani, e divenne museo statale nel 1958, prima di ridiventare moschea nel 2020. L'interno è decorato con mosaici e affreschi, considerati fra le massime espressioni superstiti dell'arte bizantina.

## Storia
La chiesa fu edificata in origine, nel V secolo, fuori dalla prima cinta di mura di Costantinopoli (le mura di Costantino, costruite nel IV secolo). Il nome greco della basilica è ἡ Ἐκκλησία τοῦ Ἅγιου Σωτῆρος ἐν τῇ Χώρᾳ (hē Ekklēsia tou Hagiou Sōtēros en tē Chōra, "chiesa del Santo Salvatore fuori città"), en tē Chōra significa letteralmente «in campagna». Quest'ultima locuzione divenne poi il nome della chiesa.
Quando furono costruite le mura teodosiane tra il 413 e il 414, la chiesa si trovò inserita entro il sistema difensivo della città ma mantenne il nome di Chora. Il termine, infatti, può aver preso un significato di tipo spirituale: chora, assimilabile al grembo della Vergine, come suggerisce un'epigrafe sul mosaico del nartece: «Luogo d'incarnazione di Dio Incommensurabile».
La maggior parte dell'alzato oggi visibile data tra il 1077 e il 1081, quando Maria Ducas, suocera di Alessio I Comneno, fece ricostruire la chiesa con pianta a croce greca inscritta, stile comparso nell'XI secolo, che servirà da modello alle chiese ortodosse fino al XVIII secolo. All'inizio del XII secolo subì ingenti danni, forse a causa di un terremoto. Fu ricostruita da Isacco Comneno, terzo figlio di Alessio. La chiesa assunse la forma attuale con l'ultima ristrutturazione di due secoli più tardi. Il potente logoteta Teodoro Metochite arricchì la decorazione interna con mosaici e affreschi, tra il 1315 e il 1321, creando una tra le migliori testimonianze della rinascenza paleologa.
Dopo la conquista ottomana, la chiesa fu trasformata in moschea nel 1511 da Hadim Ali Pascià, gran visir di Bayezid II. A causa della contrarietà islamica nei confronti della rappresentazione di figure umane, i mosaici e gli affreschi furono ricoperti di calce, ma non distrutti.
Nel 1948, Thomas Whittemore e Paul A. Underwood, del Byzantine Institute of America e del Dumbarton Oaks Center for Byzantine Studies, hanno sponsorizzato un programma di restauro dell'edificio, che per alcuni anni restò chiuso al culto. Nel 1958 esso fu infine trasformato in museo.
Il 21 agosto 2020 un decreto del presidente turco Recep Tayyip Erdoğan ha confermato la sentenza del Consiglio di Stato del 19 novembre 2019 che ha annullato la decisione con cui fu istituito il museo. L'edificio è stato nuovamente riaperto al culto islamico il 6 maggio 2024, dopo la copertura di alcuni fra i mosaici cristiani.

## L'edificio

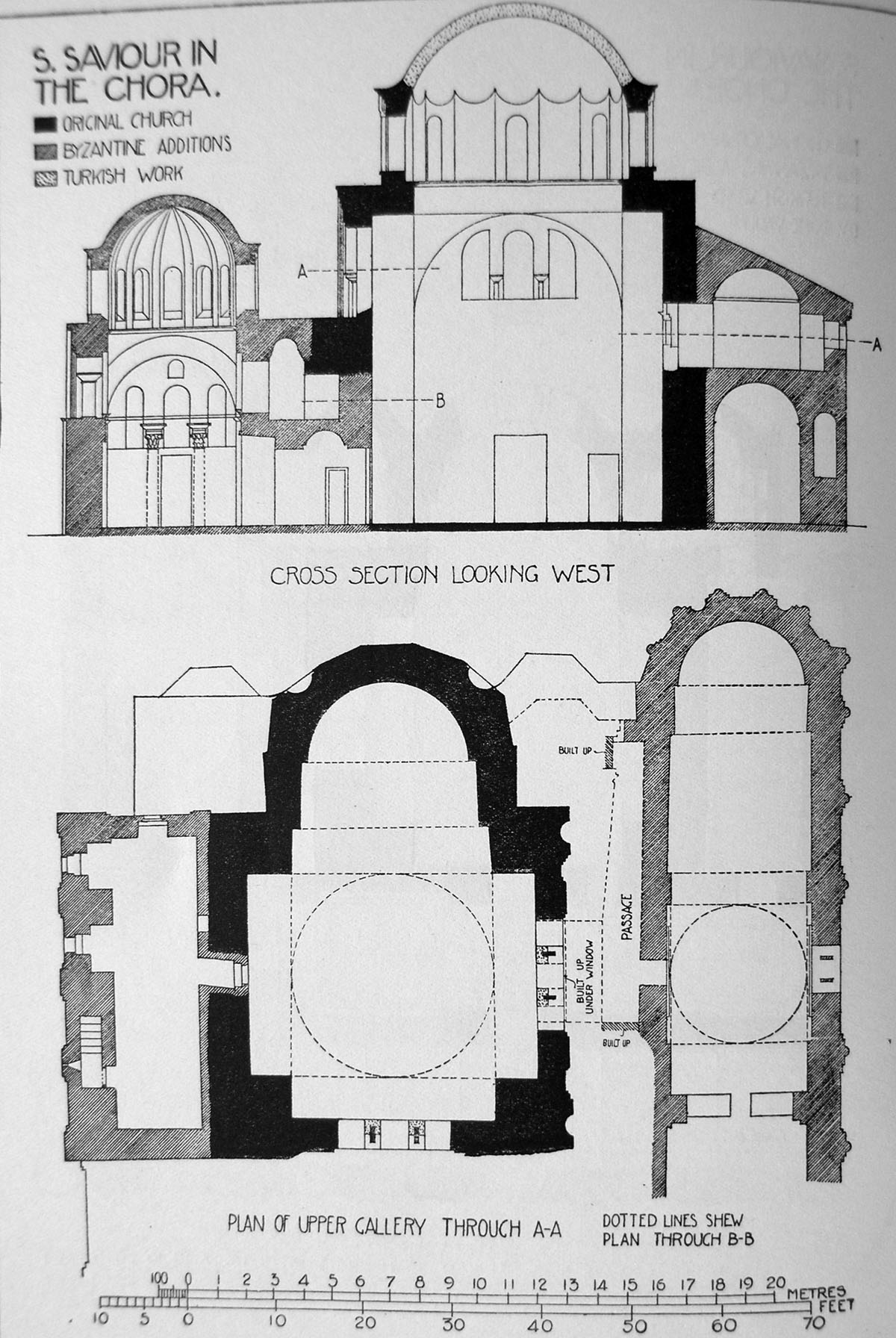
Pianta della chiesa di San Salvatore in Chora.

La chiesa è piuttosto piccola rispetto ad altri luoghi di culto di Istanbul (la sua superficie è di 742,5 m²), ma le sue piccole dimensioni sono compensate dall'imponenza degli interni,  come spesso capita nell'architettura bizantina. L'edificio è composto da tre zone principali: l'ingresso o narthex, Il corpo principale della chiesa o naos, e la cappella o paracclésion. Il nartece si divide in due parti: Il nartece interno o esonarthex e il nartece esterno o exonarthex.
L'edificio ha sei cupole, due sull'esonartece, una sul paracclésion e tre sul naos. La cupola più grande ha un diametro di 7,7 m ed è situata nel centro del naos.

### Decorazione interna
I mosaici e gli affreschi presenti sono tra le produzioni superstiti più importanti dell'arte bizantina. Il tema principale di questi mosaici è l'Incarnazione e la Salvezza, nella cappella funeraria il motivo iconografico è centrato sulla Risurrezione.